# Tejocotal, Tonayán
Tejocotal är en ort i Mexiko.   Den ligger i kommunen Tonayán och delstaten Veracruz, i den sydöstra delen av landet, 230 km öster om huvudstaden Mexico City. Tejocotal ligger 2 265 meter över havet och antalet invånare är 163.
Terrängen runt Tejocotal är kuperad åt sydost, men åt nordväst är den bergig. Tejocotal ligger uppe på en höjd. Runt Tejocotal är det tätbefolkat, med 511 invånare per kvadratkilometer. Närmaste större samhälle är Banderilla, 16,2 km söder om Tejocotal. Omgivningarna runt Tejocotal är en mosaik av jordbruksmark och naturlig växtlighet.